# Aeródromo de El Carrascal
El Aeródromo de El Carrascal (o también conocido como Aeródromo de Villalba de los Alcores) es un aeródromo privado que se encuentra en Villalba de los Alcores, (Valladolid).
Cuenta con una pista de unos 900 m por 15 y una nave-terminal.[cita requerida]
Para acceder al aeródromo desde Villalba de los Alcores debe tomar la VA-VP-4004 y posteriormente girar a la izquierda. Está a unos 5 kilómetros al sur de la localidad.